# Intervalo de credibilidade
Em estatística bayesiana, um intervalo de credibilidade é um intervalo de probabilidade a posteriori, usado para fins similares aos dos intervalos de confiança em estatística freqüentista.
Por exemplo, uma declaração tal como "segundo o experimento, um intervalo de credibilidade de 90% para o parâmetro t é 35-45" significa que a probabilidade a posteriori de que t esteja no intervalo de 35 a 45 é de 0,9. Em geral, os intervalos de credibilidade bayesianos não coincidem com os intervalos de confiança freqüentistas posto que o intervalo de credibilidade incorpora informação contextual específica do problema da distribuição a priori; por outro lado, os intervalos de confiança são baseados unicamente nos dados.
Existem vários modos de construir intervalos de credibilidade a partir de uma dada distribuição de probabilidade por parâmetro. Por exemplo:
- escolher o intervalo mais estreito, o qual, para uma distribuição unimodal envolverá a escolha dos valores de mais alta densidade probabilística, incluindo a moda.
- escolher o intervalo onde a probabilidade de estar abaixo do intervalo é tão provável quanto estar acima dele; o intervalo incluirá a mediana.
- escolher o intervalo no qual a média seja o ponto central.

## Distinção entre um intervalo de credibilidade bayesiano e um intervalo de confiança frequentista
Num intervalo de confiança freqüentista (por exemplo, um intervalo de confiança de 90%, faixa de 35-45), com um grande número de amostras repetidas, 90% dos intervalos de confiança calculados incluirão o verdadeiro valor do parâmetro. A probabilidade de que o parâmetro esteja dentro do intervalo dado (isto é, 35-45) é ou 0 ou 1 (o parâmetro não-aleatório desconhecido existe ou não). Em termos freqüentistas, o parâmetro é fixo (não pode ser considerado como tendo uma distribuição de valores possíveis) e o intervalo de confiança é aleatório (visto que depende de uma amostra aleatória).
Muitos estatísticos profissionais e cientistas práticos bem como não-estatísticos intuitivamente interpretam intervalos de confiança no sentido dos intervalos de credibilidade bayesianos; "intervalos de credibilidade" são por vezes chamados de "intervalos de confiança". É amplamente aceito, especialmente em ciências aplicadas, que o "intervalo de credibilidade" é meramente um subconjunto subjetivo dos "intervalos de confiança". De facto, muitos pesquisadores de "avaliação de calibração de probabilidade" nunca usam a expressão "intervalo de credibilidade" e é comum usar simplesmente "intervalo de confiança".